# چاه نفت
چاه نفت به حفره‌های ناشی از حفاری برای اکتشاف و استخراج نفت خام گفته می‌شود. در بیشتر چاه‌های نفت علاوه بر نفت خام، آب شور و گاز ترش نیز یافت می‌شود. نخستین چاه نفت جهان در سال ۳۴۷ میلادی در چین حفر شد. چینی‌ها برای حفاری از چوب بامبو استفاده کردند. این چاه ۲۴۰ متر عمق داشت. تقریباً در همه چاه‌های نفت می‌توان مقداری گاز ترش را یافت نمود اما در برخی از چاه‌های گاز اثری از نفت وجود ندارد.

## مراحل اکتشاف و استخراج از چاه‌های نفت
- نقشه‌برداری و شناسایی مخازن با صرفه اقتصادی
- حفاری سنگ‌های پوششی بالای مخزن
- مهار و کنترل مخزن هیدروکربنی
- بهره‌برداری و برداشت از مخزن
- ته‌کشیدن نفت و گاز مخزن و پایان عملیات تولید

## نگارخانه

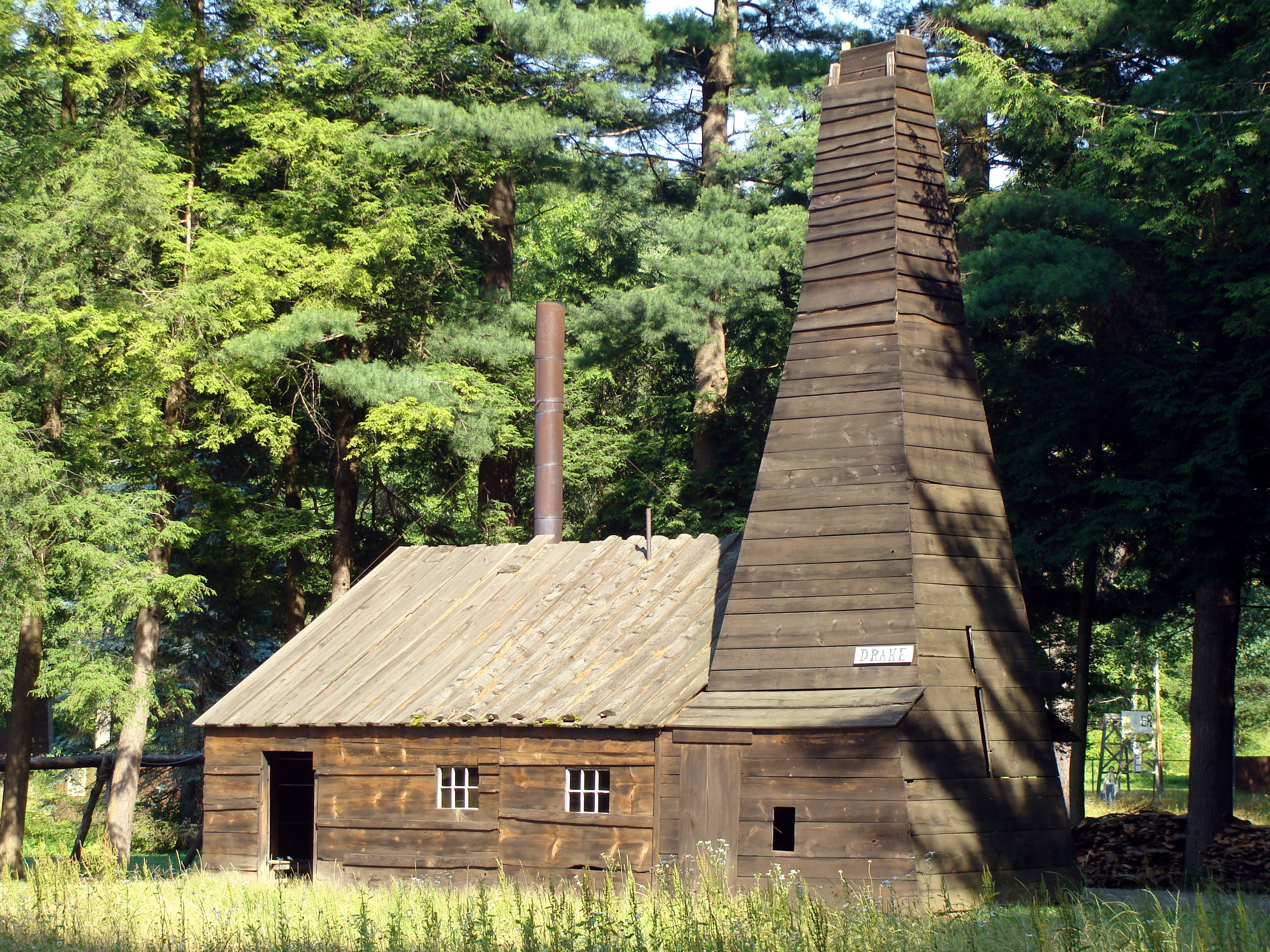
چاه نفت دریک نخستین چاه نفت جهان
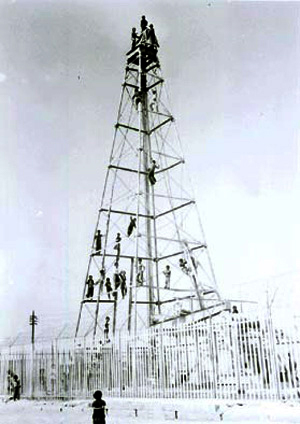
چاه شماره یک، نخستین چاه نفت ایران و خاورمیانه
انهدام چاه نفت در خلیج مکزیک - ۲۰۱۰
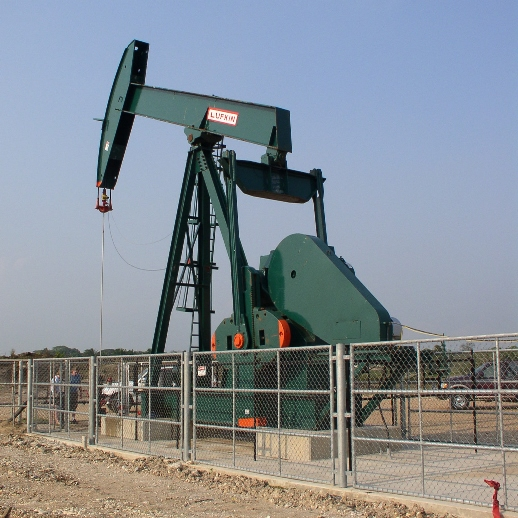
پمپ‌جک استخراج نفت در کشور بلیز